# Cantó de Questembert
El cantó de Questembert (bretó Kanton Kistreberzh) és una divisió administrativa francesa situat al departament d'Ar Mor-Bihan a la regió de Bretanya.

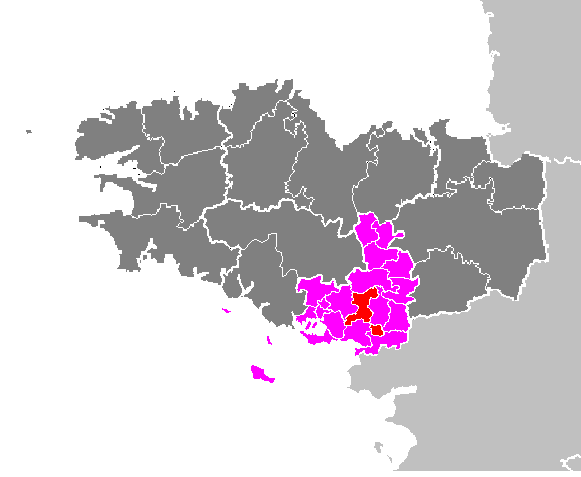
Situació del cantó

## Composició
El cantó aplega 8 comunes :
| Nom francès | Nom bretó   | Població | km²    | Codi Postal | Codi INSEE |
| Berric      | Berrig      | 1.027    | 21,45  | 56230       | 56015      |
| Larré       | Lare        | 639      | 17,02  | 56230       | 56108      |
| Lauzach     | Laozag      | 551      | 10,76  | 56190       | 56109      |
| Le Cours    | Ar C'hour   | 401      | 15,63  | 56230       | 56045      |
| Molac       | Moulleg     | 1.007    | 28,40  | 56230       | 56135      |
| Péaule      | Pleaol      | 2.206    | 39,25  | 56130       | 56153      |
| Pleucadeuc  | Plegadeg    | 1.482    | 34,56  | 56140       | 56159      |
| Questembert | Kistreberzh | 5.727    | 66,38  | 56230       | 56184      |
| Cantó       | Kistreberzh | 13.040   | 233,45 | -           | 5629       |

## Evolució demogràfica
| 1962   | 1968   | 1975   | 1982   | 1990   | 1999   |
| ------ | ------ | ------ | ------ | ------ | ------ |
| 10.683 | 10.427 | 10.636 | 11.602 | 11.871 | 13.040 |

## Història
| Data d'elecció                           | Identitat     | Partit        | Qualitat |
| ---------------------------------------- | ------------- | ------------- | -------- |
| 1973-2004                                | Joseph Briend | Divers droite |          |
| 2004-                                    | Michel Burban | MoDem         |          |
| les dades anteriors no són pas conegudes |               |               |          |
|                                          |               |               |          |